# Sanktuarium Matki Bożej Nieustającej Pomocy w Jaworznie Osiedlu Stałym
Sanktuarium Matki Bożej Nieustającej Pomocy – sanktuarium i kościół parafialny parafii Jaworzno – Osiedle Stałe w Jaworznie. W sanktuarium znajduje się wizerunek Matki Boskiej, który koronował papież Jan Paweł II podczas wizyty apostolskiej w Sosnowcu, 14 czerwca 1999 roku. Jest to kopia obrazu znajdującego się w kościele św. Alfonsa w Rzymie.
Pomimo starań rozpoczętych w latach 60. XX wieku, kościół wzniesiono za pozwoleniem władz dopiero w latach 1983–1997, według projektu architekta Stanisława Habowskiego  – obecnie Sanktuarium Matki Bożej Nieustającej Pomocy. Dolna część świątyni został poświęcona 26 października 1986 przez bp. Stanisława Smoleńskiego, a górna – w 1997 przez bp. Adama Śmigielskiego. Uroczystej konsekracji kościoła dokonał 27 października 2007 bp Adam Śmigielski SDB.
W świątyni, w 1998, wmurowana została pamiątkowa tablica, poświęcona ofiarom komunistycznego obozu oraz więzienia dla młodocianych więźniów politycznych, więzionych w Jaworznie w latach 1944–1956.
Od 2006 roku Matka Boska Nieustającej Pomocy jest Patronką Miasta Jaworzna.